# Madelia
Madelia è una città degli Stati Uniti d'America, situata in Minnesota, nella Contea di Watonwan.